# 三麗鷗彩虹樂園

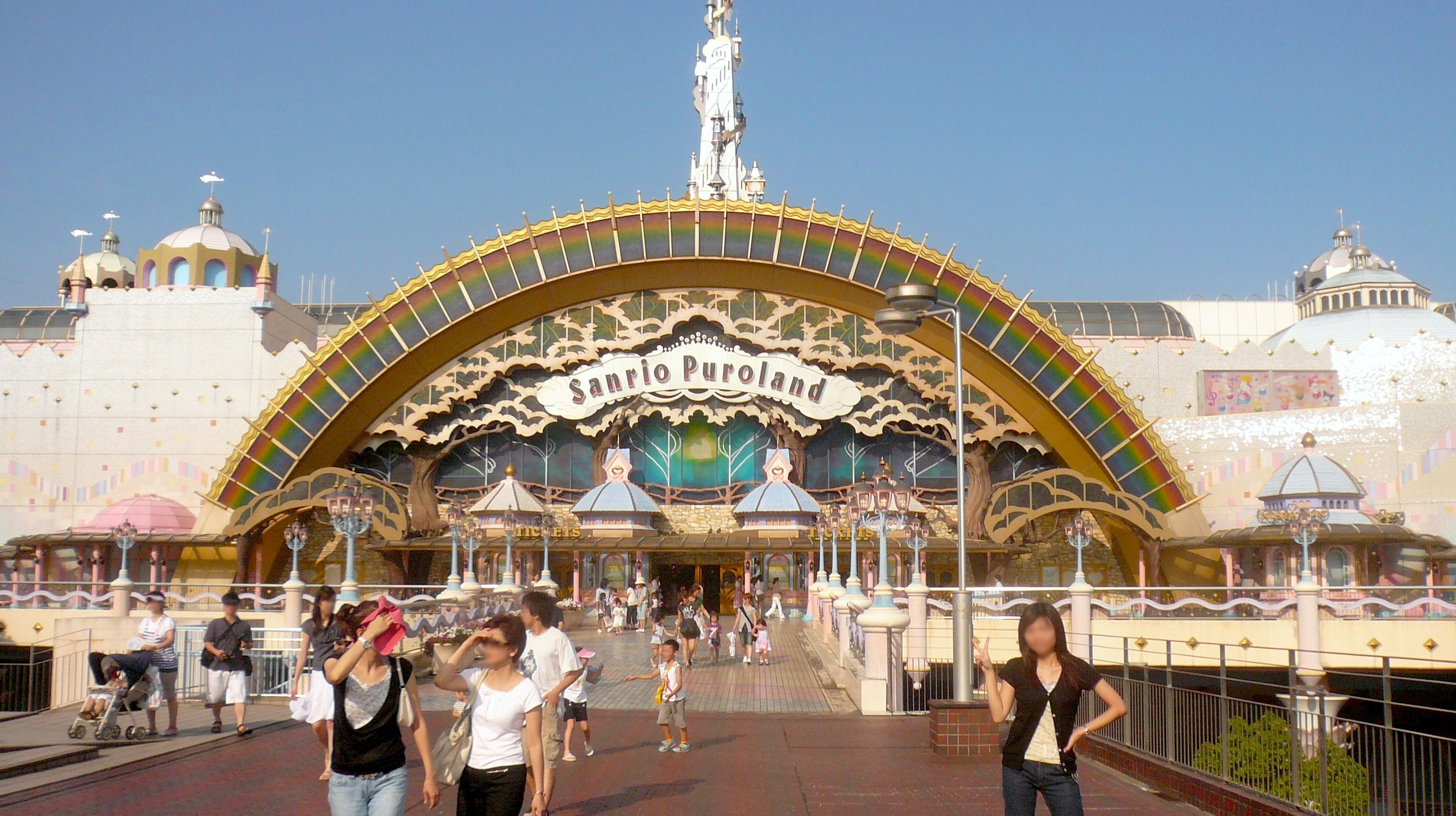
彩虹室內主題樂園

三麗鷗彩虹樂園（日语：、英文：Sanrio Puroland、在香港習慣稱：Hello Kitty Land）是由三麗鷗公司以旗下的卡通人物Hello Kitty、My Melody、酷企鵝、Little Twin Stars、布丁狗、可洛比、肉桂狗等等人物為主題所經營的的室內主題樂園，位於日本東京都多摩市，每年吸引逾150萬名遊客，為日本最受歡迎的主題樂園之一。
樂園在1990年12月7日開業，內部設有音樂廳、餐館、景點和主題電動遊戲，雖然這些設置僅使用日語，不過因為這些卡通人物在全球的知名度，也吸引了許多外國觀光客。
在成立後的前三年，由於管理混亂以及Hello Kitty熱潮的短暫緩和，主題樂園是賠本的。

## 交通
樂園位於多摩中心站附近，車站有小田急電鐵多摩線、京王電鐵相模原線、多摩都市單軌線三條鐵路路線通過。

## 外部連結
- 彩虹室內主題樂園官方網頁 （中文）